# Aurel Moscu
Aurel Moscu (n. 11 iunie 1869 - d. ?) a fost unul dintre ofițerii Armatei României, care a exercitat comanda unor mari unități și unități militare, pe timp de război, în perioada Primului Război Mondial și operațiilor militare postbelice. 
A îndeplinit funcția de colonel în anul 1916.

## Cariera militară
Aurel Moscu a ocupat diferite poziții în cadrul unităților de infanterie ale armatei române, avansând până în anul 1909 la gradul de maior. A fost locotenent-colonel în 1913 și colonel în 1916.
În perioada Primului Război Mondial a îndeplinit funcția de comandant al Brigăzii VII artilerie  și comandant al  Regimentului de munte de 63 mm.:p. 239, 309
În cadrul acțiunilor militare postbelice, a fost colonel al Brigăzii VII artilerie. :p. 317

## Decorații
- Ordinul „Coroana României”, în grad de ofițer (1911) [1]:p. 623